# Середовище Левіна

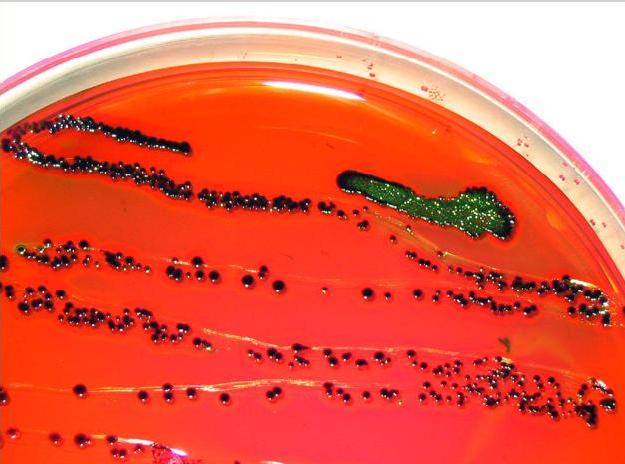
E. coli на середовищі Левіна

Середовище Левіна - поживне середовище для виділення, підрахунку і розрізнення грам-негативних мікроорганізмів родини Enterobacteriaceae.

## Склад
До складу середовища входять:
- пептон
- Калію гідрофосфат
- лактоза
- Еозин Y
- Метиленовий синій
- Агар-агар

Середовище має pH близько 7 і зберігається у темряві. Готове середовище має червонувато-бузкове забарвлення, опалесціює із зеленуватим відтінком і легким преципітатом, якщо в чашках Петрі формується гель.

## Призначення і принцип дії
Це середовище розроблено американським мікробіологом Левіном (Levine) і використовуються для диференціації Escherichia coli і Enterobacter aerogenes, а також для швидкої ідентифікації грибів Candida albicans. Американські мікробіологи рекомендують це середовище для виділення, підрахунку і розрізнення грам-негативних мікроорганізмів кишкової (коліформної) групи. 
Метиленовий синій і еозин певною мірою пригнічують ріст грампозитивних мікроорганізмів. Ці барвники слугують індикаторами розщеплення лактози. На цьому середовищі можуть  рости у вигляді точкових колоній дріжджі і деякі грам-позитивні бактерії, наприклад, ентерококи. 
Мікробіолог Велд (Weld) запропонував використати агар Левіна з додаванням хлор-тетрацикліну гідрохлориду для швидкої ідентифікації грибів Candida albicans в клінічному матеріалі. Виявлення цих грибів в такому матеріалі, як фекалії, оральний і вагінальний секрет, нігті, лусочки шкіри та інше можливо через 24-48 годин при інкубації при 35-37°С в атмосфері, що містить 10% вуглекислого газу. Однак культуральні властивості грибів при цьому варіюють.

## Культуральні властивості
Ростові характеристики референс-штамів через 24-48 год при 35-37°С.
Штами мікроорганізмів (АТСС) Ріст
Escherichia coli (25922)	   Рясний
Pseudomonas aeruginosa (27853)	   Рясний
Salmonella typhimurium (14028)	   Рясний
Candida albicans (10231)	   Хороший або рясний (в атмосфері з 10% вуглекислого газу)
Enterobacter aerogenes (13048)	   Хороший
Staphylococcus aureus (25923)	   Слабий або відсутній
Saccharomyces cerevisiae (9763)	   Слабий або відсутній
Enterococcus faecalis  (29212)	   Пригнічується